# Maria Martens
Maria Johanna Theodora Martens (Doetinchem, 8 januari 1955) is een Nederlands politica voor het Christen-Democratisch Appèl (CDA). Zij was van 2011 tot 2019 lid van de Eerste Kamer der Staten-Generaal. Van 1999 tot 2009 zat zij in het Europees Parlement.

## Biografie
Martens was onder andere buitenlandsecretaris van de Nederlandse Missieraad (1984-1988) en docent levensbeschouwing aan het Sint Ludgercollege te Doetinchem (1984). Martens studeerde theologie aan de Katholieke Universiteit Nijmegen, deed NIMA-A en -B, volgde de opleiding bedrijfsvoering en bedrijfskunde bij de Stichting Opleidingen Metaal en de Mediationopleiding (NMI).
Haar stemgedrag in het Europees Parlement getuigde van haar pro-life-houding in ethische kwesties. Van 1988-1999 was zij studiesecretaris van het Verband van Katholieke Maatschappelijke Organisaties (VKMO), een samenwerkingsverband van zo’n twintigtal grote landelijke maatschappelijke organisaties zoals NCW, CNV, KRO, NKS, NKSR, Aedes.
In 1999 werd zij geheel onverwacht met voorkeurstemmen in het Europees Parlement gekozen. Sinds het kabinet-Balkenende IV was Martens de delegatieleider (fractievoorzitter) van het CDA in het Europees Parlement. Haar voorganger, Camiel Eurlings, werd namelijk benoemd tot minister van Verkeer en Waterstaat in de nieuwe regering. Als delegatieleider nam zij ook deel aan het Bewindsliedenoverleg ter voorbereiding van de ministerraad in het Catshuis. In 2007 is zij door haar 287 collega-parlementariërs gekozen tot Europarlementariër van het Jaar. Hoewel Martens bij de Europese Parlementsverkiezingen van 2009 een derde plaats innam op de kieslijst, werd zij toch niet verkozen. Het CDA behaalde weliswaar vijf zetels, maar zowel de nummers 4 en 5 als de nummer 25 (Ria Oomen-Ruijten) van de lijst werden gekozen op basis van voorkeurstemmen.
Martens heeft grote bestuurlijke ervaring. Op dit moment is zij o.a. voorzitter van de raad van toezicht van ontwikkelingsorganisatie SIMAVI, Commissaris bij ’s Heeren Loo, voorzitter bestuur VSOP (Vereniging van Samenwerkende Ouder- en Patiëntenorganisaties op het gebied van zeldzame erfelijke en/of genetische aandoeningen) en lid van het bestuur van de Stichting Achmea Slachtoffer en Samenleving (SASS). Ook binnen de katholieke kerk heeft zij vele bestuurlijke functies vervuld. Zo was zij o.a. de voorzitter van het Bisschoppelijk Comité voor het Jubileumjaar 2000. Zij was de enige leek en vrouw in de wereld die in die functie benoemd was. In andere landen waren het bisschoppen en kardinalen.
In december 2010 werd bekend dat Martens zich verkiesbaar had gesteld voor de Eerste Kamerverkiezingen van 2011. Zij nam op de kandidatenlijst een zesde plaats in. Ze werd hiermee verkozen en op 7 juni 2011 beëdigd. Ze zetelt ook namens de christelijke fractie in het Benelux-parlement. Ze zou tot midden 2019 Eerste Kamerlid blijven. In 2021 verscheen haar beschouwende, maar ook autobiografisch getinte boek Maria in kerk en politiek.
Martens werd gedecoreerd tot Ridder in de Orde van Oranje-Nassau (2009) en onderscheiden met de Pauselijke Orde van Gregorius de Grote (2024).
- Parlement.com: vghq1igg1zvj